# Індекс цін виробників
Індекс цін виробників промислової продукції (ІЦВ) є показником зміни цін у часі у сфері промислового виробництва. ІЦВ дозволяє відслідковувати та визначати тенденції змін цін як за видами економічної діяльності, так і виробництві конкретної продукції. Він використовується при створенні інформаційної бази для прогнозування і управління процесами ціноутворення у промисловості, перерахунку показників системи національних рахунків у постійні ціни та забезпечує можливість проведення міжнародних співставлень.

## Методика розрахунку
Побудова ІЦВ складається з наступних етапів: 
- відбір товарів-представників;
- відбір базових підприємств, на яких проводиться спостереження за цінами виробників;
- визначення порядку збору цінової інформації;
- формування бази зважування;
- визначення формули розрахунку ІЦВ;
- розрахунки індивідуальних та зведених індексів цін.

### Принципи відбору товарів-представників
Основним принципом відбору товарів-представників для реєстрації цін є їх репрезентативність для характеристики динаміки цін за видами економічної діяльності.
Для забезпечення репрезентативності індексів цін за видами економічної діяльності вартість випуску товарів-представників повинна складати не менше половини вартості випуску товарної продукції кожного виду економічної діяльності. 
Відбір товарів-представників для реєстрації цін проводиться у два етапи. 
Централізовано формується перелік товарів-представників, необхідних для розрахунку ІЦВ на державному рівні і репрезентативних для характеристики видів економічної діяльності країни. Перелік товарів-представників доводиться до територіальних органів державної статистики для обов’язкового включення в спостереження.
Територіальні органи державної статистики, з урахуванням обсягів виробленої у регіоні продукції, доповнюють перелік товарами-представниками, обсяги виробництва яких більш повно характеризують специфіку регіону. 
В основу методології розрахунку індексів цін покладене припущення, що зміни цін виробників на відібрані для обстеження види товарів і товари, що не увійшли у вибірку, але належать до цієї ж товарної групи, мають однакові тенденції. 
Критерієм репрезентативності відібраних для реєстрації видів товарів є показник питомої ваги. Вартість випуску окремих видів товарів має складати не менше 50% вартості випуску товарної групи, до якої вони належать. При цьому важливо, щоб вироби, відібрані для обстеження, найкраще відображали зміни цін усієї продукції, яку виробляє підприємство.
Відбір конкретних виробів (марок, артикулів) здійснюється працівниками територіальних органів державної статистики разом з фахівцями підрозділів відповідних підприємств. 

### Відбір базових підприємств
Спостереження за змінами цін виробників промислової продукції проводиться по відібраному колу базових промислових підприємств різних форм власності і організаційно-правових форм. 
Відбір базових підприємств здійснюється таким чином:
- централізовано визначаються підприємства, які мають значну питому вагу у виробництві товарів-представників, відібраних для розрахунку ІЦВ на державному рівні;

- територіальні органи державної статистики додатково включають у цей перелік підприємства, які характеризують виробництво товарів-представників, відібраних для розрахунку ІЦВ на регіональному рівні.

### Порядок збору цінової інформації
Ціни виробників промислової продукції — це ціни, що фактично склалися на 20 число звітного місяця на продукцію, призначену для реалізації на внутрішньому та зовнішньому ринках без податку на додану вартість та акцизного збору.
Інформацію про ціни виробників промислової продукції підприємства надають за формою державної статистичної звітності №1-ціни(пром) «Звіт про ціни виробників промислової продукції» (див. додаток) статистичному органу за місцем знаходження підприємства. В розділі «А» форми має бути наведене повне найменування конкретного виду товару, із зазначенням його марки, артикулу, технічних параметрів. В гр. 1 «Ціна за одиницю у звітному місяці» належить проставити ціну, за якою був реалізований цей вид товару ( марки, артикулу) у звітному місяці. В гр.2 проставляється ціна, за якою був реалізований товар цієї ж марки, артикулу у попередньому місяці. В гр.3 підприємство вказує причини, що вплинули на зміну ціни, якщо вона відбулася. 
Інформація щодо цін на конкретний товар конкретного виробника носить конфіденційний характер і використовується тільки для розрахунку індексів цін.

### Формування бази зважування
Для розрахунку індексів цін за видами товарів, товарами-представниками та видами економічної діяльності формується база зважування на регіональному та державному рівнях.
При цьому базою зважування для видів товарів (марок, артикулів) є обсяги випуску цієї продукції підприємством за рік. 
Для товарів-представників використовуються дані державної статистичної звітності за ф.№1-П (річна). 
Для видів економічної діяльності використовуються вартісні дані щодо обсягів виробленої промислової продукції (робіт, послуг) за даними ф. №1-підприєм- ництво. 

### Розрахунок зведених індексів цін
На підставі індивідуальних індексів цін, розрахованих за видами товарів (марками, артикулами), та обсягів виробленої продукції у базисному періоді, розраховуються зведені індекси цін:
- за «малими» товарними групами;

- за товарами-представниками («великі» товарні групи);

- за видами економічної діяльності;

- по промисловості в цілому.

Зведені індекси цін за «малими» товарними групами, товарами-представниками, класами і підкласами розраховуються на основі даних про сумарну вартість товарів, які обстежуються, у цінах звітного і попереднього місяців.
Зведені індекси цін за видами економічної діяльності і по промисловості в цілому розраховуються на основі даних про сумарну вартість продукції розділів (підсекцій, секцій) промисловості, які обстежуються, у цінах звітного і попереднього місяців.
Для цих розрахунків використовується модифікована формула Ласпейреса.
Ця формула є більш універсальною порівняно зі стандартною формулою Ласпейреса, оскільки не призводить до завищення індексу і дозволяє використовувати безперервний ланцюг розрахунків. Індекс цін за квартал, період з початку року і т.п. визначається «ланцюговим» методом, тобто шляхом послідовного множення місячних індексів.

## Джерело
Державний комітет статистики України